# メグ・マローン
メグ・マローン（Meg Mallon、1963年4月14日 - ）は米国人女子プロゴルファー。1987年にLPGAツアー入りし、4回のメジャー大会優勝を含む18勝をあげた。2017年に世界ゴルフ殿堂入り。

## アマチュア時代の成績
マサチューセッツ州ネイティック (Natick) で生まれ、7歳でゴルフを始めた。ミシガン州ファーミントンヒルズ (Farmington Hills) のマーシーハイスクール (Mercy High School) を卒業。1983年にミシガンアマチュア選手権 (Michigan Amateur Championship) に優勝した。
オハイオ州立大学に進学し1984年および1985年にはオールカンファレンスに選ばれ、また、1985年のビッグテン選手権で準優勝した。

## プロでの成績
1987年よりLPGAツアーに参加。ブレークスルーとなったのは1991年シーズンで、4つの大会に優勝した。これらのうち2回はメジャー大会（マツダLPGA選手権と全米女子オープン）だった。米国ゴルフライター協会の女性プレーヤーオブザイヤーとゴルフダイジェスト誌の「Most Improved Player（最も飛躍したプレーヤー）」に選出された。
2004年にはさらにメジャーで2勝した（デュモーリエクラシックと2回目の全米女子オープン）。2003年シーズン最後のADT選手権にも優勝した。
メジャー大会を含めて合計で18勝した。賞金ランキング10位以内の年が9回あり、最高位は1991年の2位である。
ソルハイムカップの米国代表として1992、1994、1996、1998、2000、2002、2003年の8回にわたり選手として出場。さらに2009年には副キャプテンとして、2013年にはキャプテンとして出場した。
1996年にオハイオ州のアスレチック殿堂、2002年にはミシガン州ゴルフ殿堂、2008年にはミシガンスポーツ殿堂入り。2000年のLPGA創立50周年にはLPGAトップ50のプレーヤー/ティーチャーに選出された。1999、2004、2008年にはLPGAのプレーヤー理事会の投票権のないメンバーを務めた。
2010年7月7日、全米女子オープンの直前にプロからの引退を表明した。2011年にはパームビーチ郡殿堂入り。
2003年のウェルチ/フライ選手権 (Welch's/Fry's Championship) の第2ラウンドで60打というストローク数を記録した。これは2001年にアニカ・ソレンスタムが記録した59打に1打差であった。また、ホールインワン達成数においてもLPGAの2位タイに位置している。

## プロでの勝利（20勝）

### LPGAツアーにおける勝利（18勝）
| 記録                            |
| LPGAツアーのメジャー大会（4勝） |
| その他のLPGAツアー（14勝）      |

| 番号 | 日付         | 大会名                                            | 優勝スコア            | 2位との差 | 準優勝                                             |
| ---- | ------------ | ------------------------------------------------- | --------------------- | --------- | -------------------------------------------------- |
| 1    | Feb 4, 1991  | Oldsmobile LPGA Classic                           | −12 (66-70-69-71=276) | 2 strokes | Dana Lofland                                       |
| 2    | Jun 30, 1991 | マツダLPGA選手権                                  | −10 (68-68-71-67=274) | 1 stroke  | パット・ブラッドリー 岡本綾子                      |
| 3    | Jul 14, 1991 | 全米女子オープン                                  | −1 (70-75-71-67=283)  | 2 strokes | パット・ブラッドリー                               |
| 4    | Oct 6, 1991  | 大京世界選手権                                    | −3 (73-72-71=216)     | 5 strokes | ドッティー・ペッパー                               |
| 5    | Mar 14, 1993 | PING/Welch's Championship (Tucson)                | −16 (67-66-70-69=272) | 1 stroke  | ベッツィ・キング                                   |
| 6    | May 9, 1993  | Sara Lee Classic                                  | −11 (70-71-64=205)    | Playoff   | Tina Tombs                                         |
| 7    | Feb 24, 1996 | Cup Noodles Hawaiian Ladies Open                  | −4 (74-70-68=212)     | 1 stroke  | カリー・ウェブ                                     |
| 8    | Apr 28, 1996 | Sara Lee Classic                                  | −6 (70-71-69=210)     | 2 strokes | Stephanie Farwig Pamela Wright                     |
| 9    | Aug 9, 1998  | Star Bank LPGA Classic                            | −17 (64-66-68=199)    | Playoff   | ドッティー・ペッパー                               |
| 10   | Jan 24, 1999 | Naples LPGA Memorial                              | −16 (69-67-69-67=272) | 1 stroke  | ヘレン・アルフレッドソン ケリー・ロビンズ          |
| 11   | May 16, 1999 | Sara Lee Classic                                  | −17 (66-65-68=199)    | 1 stroke  | アニカ・ソレンスタム Kris Tschetter                |
| 12   | Jun 11, 2000 | Wegmans Rochester International                   | −8 (74-67-72-67=280)  | 2 strokes | ウェンディ・ドーラン                               |
| 13   | Aug 13, 2000 | デュモーリエクラシック                            | −6 (73-68-72-69=282)  | 1 stroke  | ロージー・ジョーンズ                               |
| 14   | Aug 18, 2002 | モントリオール銀行カナディアン女子オープン        | −4 (71-71-69-73=284)  | 3 strokes | Michelle Ellis カトリーナ・マシュー Michele Redman |
| 15   | Nov 23, 2003 | ADT Championship                                  | −7 (71-71-72-67=281)  | 1 stroke  | アニカ・ソレンスタム                               |
| 16   | Jul 4, 2004  | 全米女子オープン                                  | −10 (73-69-67-65=274) | 2 strokes | アニカ・ソレンスタム                               |
| 17   | Jul 11, 2004 | BMOフィナンシャルグループカナディアン女子オープン | −18 (65-70-65-70=270) | 4 strokes | ベス・ダニエル                                     |
| 18   | Aug 8, 2004  | Jamie Farr Owens Corning Classic                  | −7 (66-69-74-68=277)  | 1 stroke  | 朴セリ カレン・スタップルズ                        |

LPGAツアープレーオフ記録（2勝-1敗）
| 番号 | 年   | トーナメント                | 対戦相手                                               | 結果                                       |
| ---- | ---- | --------------------------- | ------------------------------------------------------ | ------------------------------------------ |
| 1    | 1992 | ヤングスタウン ファーモール | ドナ・アンドリュース ベス・ダニエル ベッツィー・キング | キングは最初の追加ホールをバーディーで勝利 |
| 2    | 1993 | サラ・リークラシック        | ティナ・トゥームス                                     | 3つ目の追加ホールでバーディーで勝利        |
| 3    | 1998 | スターバンクLPGAクラシック  | ドッティー・ペッパー                                   | 最初の追加ホールをパーで勝利               |

### その他の勝利（1勝）
- 1998 JCPenney Classic （Steve Pateと共に）

### レジェンドツアーでの勝利（1勝）
- 2014 Walgreens Charity Championship

## メジャー大会

### 勝利（4）
| 年     | チャンピオンシップ     | 勝利スコア               | 2位との差   | 準優勝                         |
| ------ | ---------------------- | ------------------------ | ----------- | ------------------------------ |
| 1991   | LPGAチャンピオンシップ | −10（68-68-71-67 = 274） | 1ストローク | パット・ブラッドリー、岡本綾子 |
| 1991   | 全米女子オープン       | -1（70-75-71-67 = 283）  | 2ストローク | パット・ブラッドリー           |
| 2000年 | デュモーリエクラシック | −6（73-68-72-69 = 282）  | 1ストローク | ロージー・ジョーンズ           |
| 2004年 | 全米女子オープン       | −10（73-69-67-65 = 274） | 2ストローク | アニカ・ソレンスタム           |

### 結果タイムライン
| トーナメント           | 1986年   | 1987年 | 1988年 | 1989年   |
| ---------------------- | -------- | ------ | ------ | -------- |
| クラフトナビスコ選手権 |          |        |        |          |
| LPGAチャンピオンシップ |          |        | T61    | T29      |
| 全米女子オープン       | 予選落ち |        | T44    | 予選落ち |
| デュモーリエクラシック |          |        |        | T59      |

| トーナメント           | 1990年   | 1991年 | 1992年 | 1993年 | 1994年 | 1995年 | 1996年 | 1997年   | 1998年   | 1999年 | 2000年 |
| ---------------------- | -------- | ------ | ------ | ------ | ------ | ------ | ------ | -------- | -------- | ------ | ------ |
| クラフトナビスコ選手権 | T9       | T30    | 5      | T49    | T11    | T16    | T2     | 予選落ち | T16      | 2      | 3      |
| LPGAチャンピオンシップ | T20      | 1      | T26    | T45    | T11    | T15    | T10    | T22      | T6       | T11    | T17    |
| 全米女子オープン       | T9       | 1      | 4      | 21     | T6     | 2      | T19    | T43      | 予選落ち | T5     | T2     |
| デュモーリエクラシック | 予選落ち | T23    | T13    | T64    | T4     | T12    | 4      | T30      | T4       | T66    | 1      |

| トーナメント                 | 2001年   | 2002年 | 2003年   | 2004年   | 2005年   | 2006年   | 2007年   | 2008年   | 2009年   | 2010年   |
| ---------------------------- | -------- | ------ | -------- | -------- | -------- | -------- | -------- | -------- | -------- | -------- |
| クラフトナビスコ選手権       | T28      | T36    | T33      | T48      | T50      | T66      | 73       | T15      |          | 予選落ち |
| LPGAチャンピオンシップ       | T17      | T12    | T27      | 16       | T33      |          | 予選落ち | 予選落ち | 予選落ち | 予選落ち |
| 全米女子オープン             | T30      | T22    | 予選落ち | 1        | T13      | 予選落ち | 予選落ち | T58      | 予選落ち |          |
| 女子ブリティッシュオープン ^ | 予選落ち | T8     | T37      | 予選落ち | 予選落ち | 予選落ち | 68       |          |          |          |

^ 2001年、全英女子オープンがデュモーリエクラシックに代わりLPGAメジャーとなった。

### 概要
- 出場 - 84
- 優勝 - 4
- 2位フィニッシュ - 4
- 3位フィニッシュ - 1
- 上位3位 - 9
- 上位5位 - 15
- トップ10 - 21
- 上位25位 - 41
- 予選落ち - 18
- 連続予選通過数 - 24
- トップ10の最長連続 - 2（5回）

## チームでの出場
プロ時代
- ソルハイムカップ （米国代表）： 1992年、1994年（勝利）、1996年（勝利）、1998年（勝利）、2000年、2002年（勝利）、2003年、2005年（勝利）
- ワールドカップ （アメリカ合衆国代表）：2005年

シニア時代
- ハンダカップ （アメリカ合衆国代表）：2010年（勝利）、2011年（勝利）、2014年（勝利）、2015年（勝利）

## 参考
- LPGAツアーで最も勝利したゴルファーのリスト
- LPGAメジャーチャンピオンシップで最も優勝したゴルファーのリスト